# Armah Akuetteh
Armah Akuetteh (* 27. Januar 1946) ist ein ehemaliger ghanaischer Fußballspieler.

## Karriere
Akuetteh stand zumindest zwischen 1970 und 1973 im Kader von Kumasi Cornerstone. Zwischen 1969 und 1974 sind sieben Länderspiele und ein Treffer für die ghanaische Nationalmannschaft nachgewiesen; 1970 wurde der linke Verteidiger im Sudan ohne Einsatz Vizeafrikameister, 1972 nahm er am olympischen Fußballturnier in München teil. 1973 wurde Akuetteh von der Sports Writers Association of Ghana (SWAG) zum ersten ghanaischen Fußballer des Jahres gewählt. Die Auszeichnung sowie 50 Cedi Preisgeld wurden ihm am 23. Dezember 1973 in Accra überreicht.